# 清水浩昭
清水浩昭（しみず　ひろあき、1943年6月29日-2025年5月18日）は、日本の社会学者、家族社会学者。一般社団法人新情報センター理事、長寿社会開発センター評議員、国立社会保障・人口問題研究所研究評価委員長。 専門は家族社会学・老年社会学・人口学。 

## 来歴
東京市（現目黒区）生まれ。1966年明治大学政経学部政治学科卒業。1972年東洋大学大学院社会学研究科社会学専攻博士課程満期退学。1991年「高齢化社会と家族構造の地域性 人口変動と文化伝統をめぐって」で東洋大学社会学博士。1987年厚生省人口問題研究所人口動向研究部長、1992年流通経済大学社会学部教授。ほか、放送大学客員教授、大正大学非常勤講師、財団法人長寿社会開発センター研究情報部長、日本大学文理学部社会学科教授などを歴任。2013年日本大学定年退任。

## 著書
- 『人口と家族の社会学』犀書房 1986
- 『高齢化社会日本の家族と介護 地域性からの接近』時潮社 2013

### 共編著
- 『老いの比較家族史』(シリーズ家族史(5) 利谷信義・大藤修共編 三省堂 1990
- 『高齢化と人口問題』編著 放送大学教育振興会 1994
- 『性と年齢の人類学 高橋統一先生古稀記念論文集』芳賀正明,松本誠一共編 岩田書院 1998
- 『日本人口論 高齢化と人口問題』編著 放送大学教育振興会 1998
- 『日本人と国際化』編 人間の科学新社 日本社会を解読する 1999
- 『家族社会学の分析視角 社会学的アプローチの応用と課題』野々山久也共編著 ミネルヴァ書房 家族社会学研究シリーズ 2001
- 『家族革命』岩上真珠,山田昌弘,森謙二共編 弘文堂 2004
- 『日本人と少子化』編 人間の科学新社 日本社会を解読する 2004
- 『変貌する東アジアの家族』佐藤康行,木佐木哲朗共編 早稲田大学出版部 シリーズ比較家族 2004
- 『家族社会学へのいざない』編著 岩田書院 2008
- 『黒田俊夫著作選集 人口と社会』全8巻 編・解説 クレス出版 2009

## 論文
- Cinii

## 注
1. ↑  『現代日本人名録』
2. ↑  『高齢化社会日本の家族と介護』著者紹介